# Odontomachus chelifer
Odontomachus chelifer är en myrart som först beskrevs av Pierre André Latreille 1802.  Odontomachus chelifer ingår i släktet Odontomachus och familjen myror. Inga underarter finns listade i Catalogue of Life.

## Bildgalleri

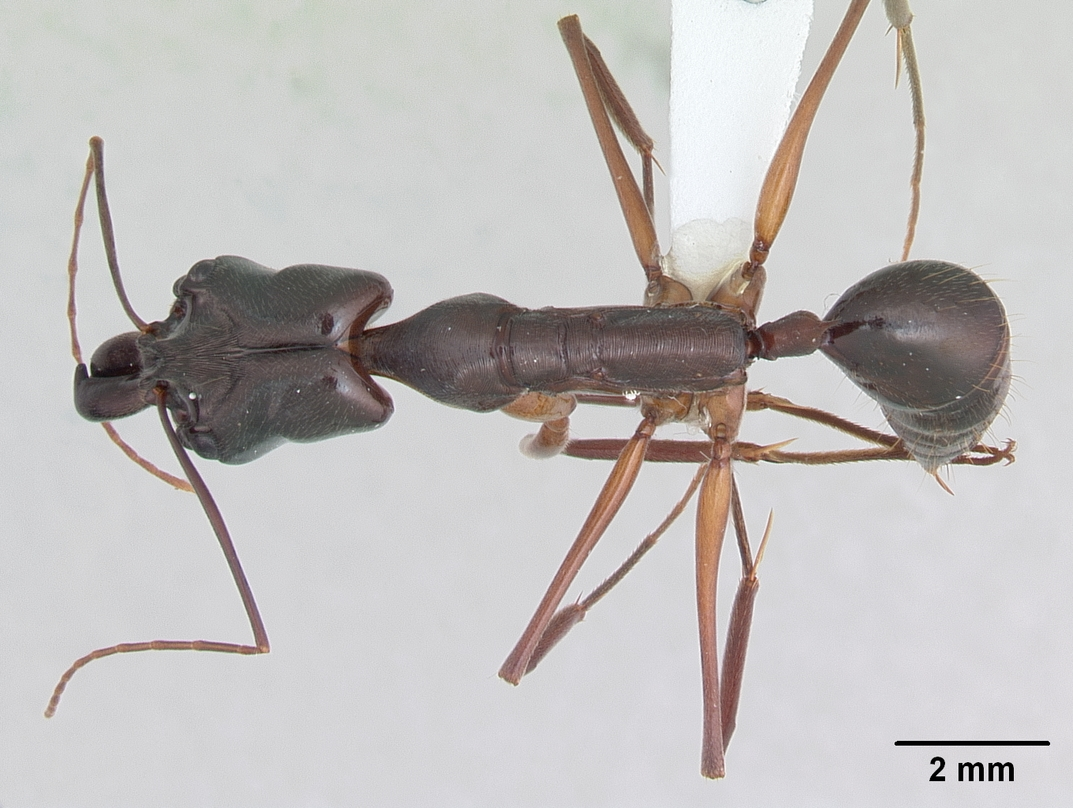
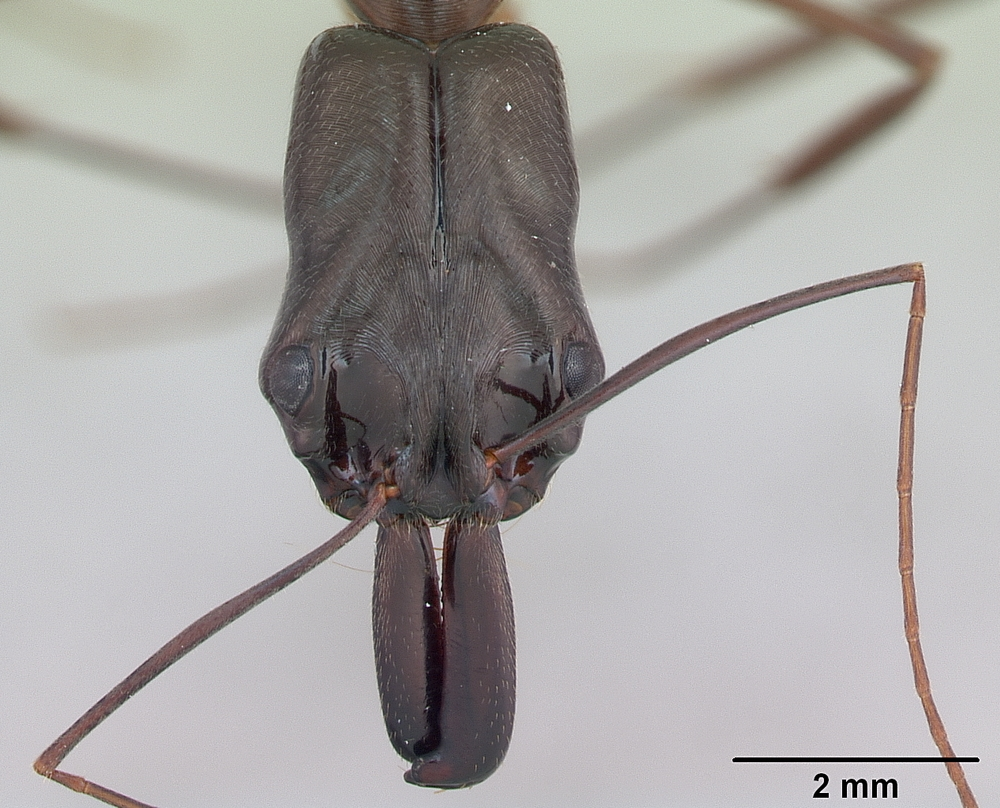
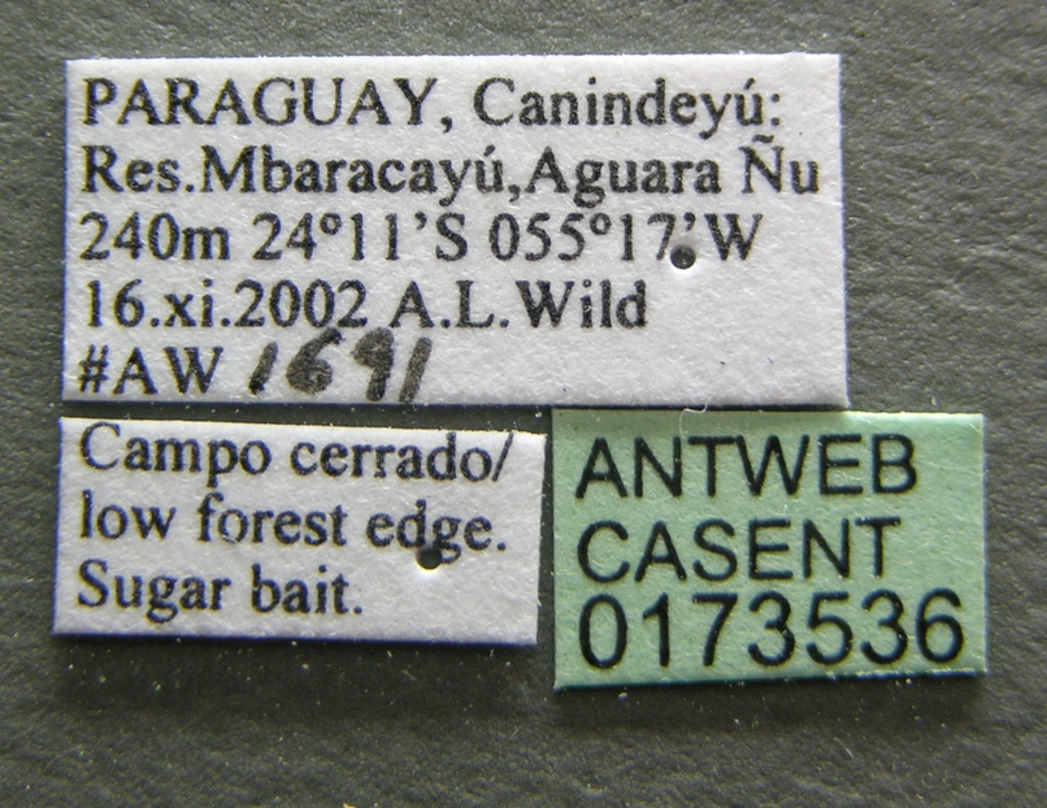
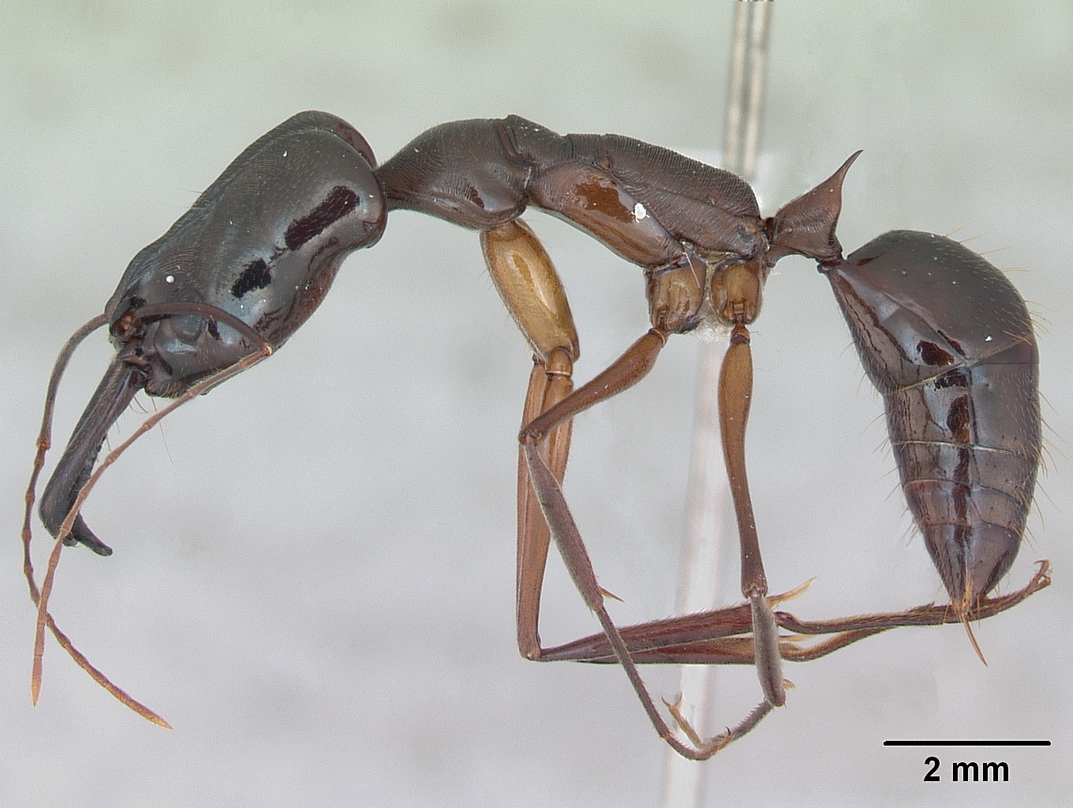
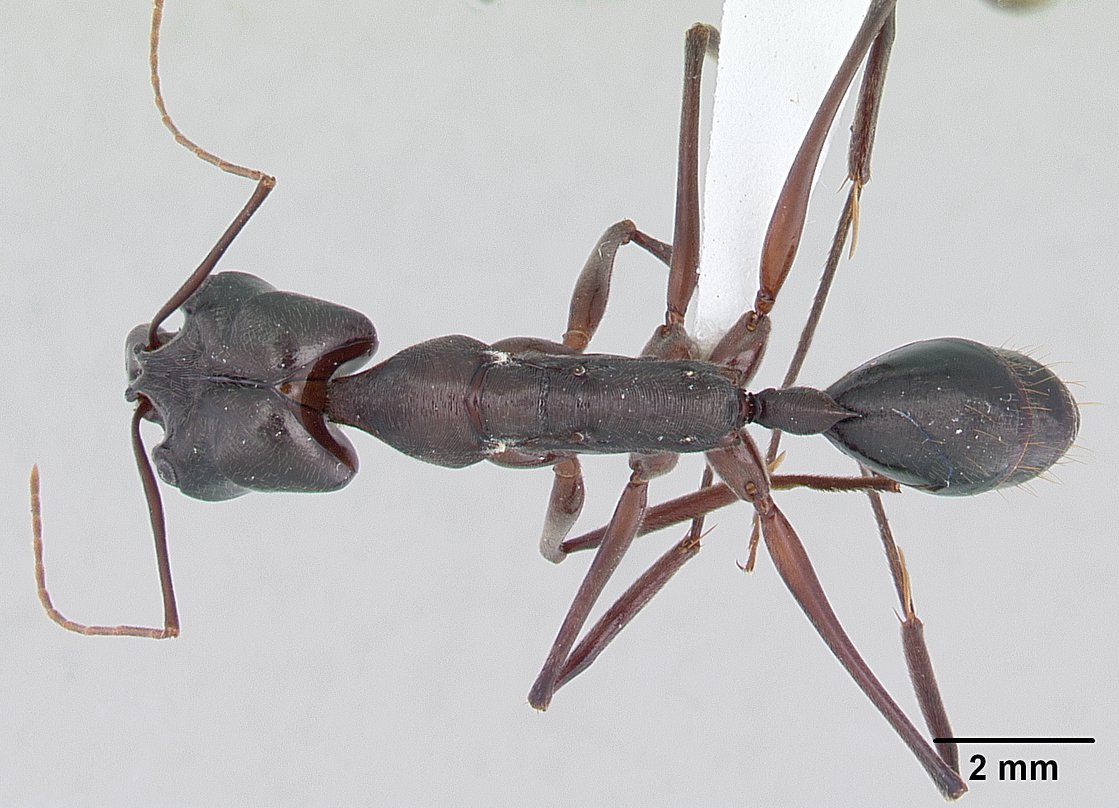
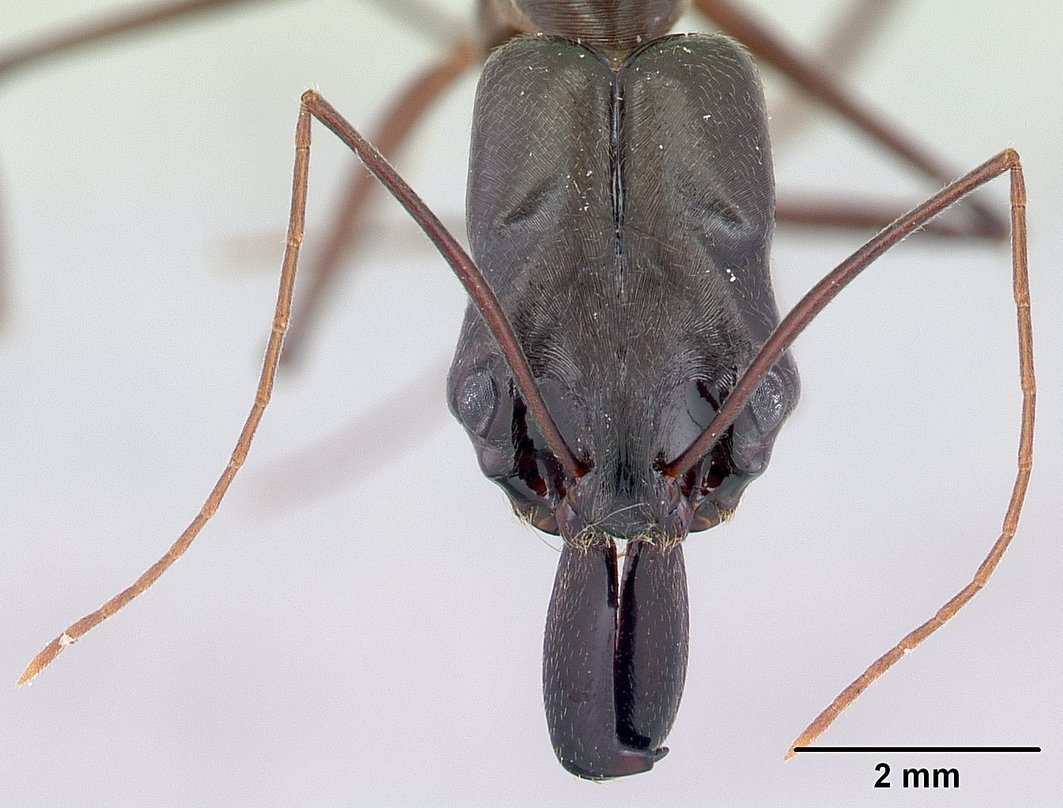